# Syndrome neurologique paranéoplasique
 (juin 2012).
Les syndromes neurologiques paranéoplasiques sont rares et surviennent chez environ 1 % des patients souffrant de cancer. Les SNP précèdent la survenue du cancer dans près de 80 % des cas. Si toutes les parties du système nerveux peuvent être touchées, certains syndromes considérés comme caractéristiques, doivent faire systématiquement rechercher un cancer.

## Le diagnostic de syndrome neurologique paranéoplasique
Par définition, les syndromes neurologiques paranéoplasiques (SNP) résultent d’une atteinte du système nerveux, chez des patients développant un cancer, qui ne dépend ni d’une infiltration néoplasique, ni de la toxicité des traitements, ni de l’immunodépression accompagnant certaines tumeurs. Restée longtemps mystérieuse, la physiopathologie des SNP implique vraisemblablement un processus auto-immun initialement dirigé contre la tumeur et qui reconnaît le système nerveux par un mécanisme d’immunité croisée. L’identification ces 20 dernières années d’auto-anticorps, dits onconeuronaux, reconnaissant des antigènes communs aux tumeurs et au système nerveux est actuellement l’argument le plus fort en faveur de cette hypothèse.
Les SNP sont divers. Certains affectent le système nerveux central, d’autres le système nerveux périphérique. Hormis ce dernier groupe où le processus lésionnel est plus complexe, l’atteinte neurologique résulte d’une destruction neuronale expliquant le caractère habituellement irréversible des SNP ainsi que leur gravité. Cette atteinte dévastatrice est, en général, subaiguë, s’installant en quelques semaines, parfois en quelques jours.
Dans près de 80 % des cas, le SNP précède la découverte du cancer de quelques mois à plusieurs années. La tumeur est alors souvent de très petite taille, occulte et à un stade limité de son extension. Reconnaître le caractère paranéoplasique d’un syndrome neurologique permet donc d’anticiper la recherche du cancer et de le diagnostiquer à un stade précoce de son évolution. 
Le cancer à petites cellules du poumon est le cancer le plus fréquemment associé aux SNP suivi par les cancers gynécologiques (sein, ovaire, utérus), mais tout type de cancer peut survenir, y compris des cancers hématologiques.
La mise en évidence des anticorps anti-onconeuraux est une des avancées les plus importantes des dernières années. Ils constituent à l’heure actuelle un point clef du diagnostic des SNP. Onze anticorps ont été identifiés à ce jour dont 6 sont considérés comme bien caractérisés et 5 comme partiellement caractérisés selon les critères du groupe européen. 
Ces anticorps sont globalement associés à un syndrome neurologique relativement précis et à un type de tumeur déterminé. Leur spécificité diagnostique est très élevée (environ 90 %) même si on peut les trouver chez 1 à 16 % des patients ayant un cancer sans SNP mais avec un titre habituellement plus faible que chez les patients ayant un SNP.
En pratique diagnostique, ces anticorps ont un rôle fondamental :
1. leur détection permet d’affirmer que le syndrome neurologique est bien paranéoplasique ;
2. en fonction de leur spécificité, ils orientent la recherche de la tumeur en cause.

Ils permettent donc de mettre en œuvre le plus précocement possible les moyens nécessaires au diagnostic de la tumeur sous-jacente. Il s’agit là d’un point crucial dans la prise en charge des patients atteints de SNP. Cela permet de découvrir des tumeurs à un stade d’évolution en général limité. Par ailleurs, comme cela a été dit, ces syndromes souvent dévastateurs et irréversibles ne sont habituellement pas ou peu sensibles aux traitements immunosuppresseurs. Il ressort d’études récentes que le moyen le plus efficace de stabiliser l’état neurologique des patients est de traiter au plus tôt le cancer en cause.
Jusqu’à présent, un des facteurs limitants du diagnostic précoce des cancers, une fois identifié l’anticorps, était la taille de la tumeur souvent inférieure aux limites de détections des méthodes radiologiques conventionnelles. Plusieurs études récentes montrent l’intérêt du PET scanner au 18-FDG qui permet de détecter des lésions tumorales à un stade infra centimétrique. Néanmoins, si le PET scanner est très sensibles, il est relativement peu spécifique. Sa valeur prédictive positive est alors considérablement accrue quand elle s’associe à la présence d’un anticorps onconeural, pouvant atteindre 85 % (par exemple fort risque de métastases ganglionnaires médiastinales d’un cancer à petites cellules du poumon en cas d’anticorps anti-Hu + fixation du traceur dans le médiastin). Dans un certain nombre de cas, les tumeurs ne sont diagnostiquées que lors d’une exploration chirurgicale.
Tous ces éléments montrent la nécessité d’un recours rapide à un groupe spécialisé lorsqu’un SNP est suspecté pour hiérarchiser les explorations et assurer un diagnostic le plus rapide possible. À l’inverse, si le diagnostic de SNP n’est pas assuré, il faut éviter aux patients des explorations lourdes et risquées à la recherche d’une tumeur qui n’existe pas.

## Les syndromes cliniques

### Neuropathie sensitive subaiguë de Denny-Brown

#### Particularités cliniques
Cette neuropathie se traduit par l’installation subaiguë de douleurs et de paresthésies affectant le plus souvent les membres supérieurs de façon asymétrique. Par la suite, les troubles sensitifs progressent rapidement aux quatre membres avant de se stabiliser (6-9 mois). L’aggravation des troubles sensitifs est responsable d’une ataxie dite sensitive et de mouvements pseudoathétosiques des mains. L'examen neurologique montre une aréflexie et des troubles sensitifs touchant tous modes. Dans 30 % des cas, les patients souffrent d’un engourdissement uni ou bilatéral du visage liée à une atteinte des ganglions des nerfs trijumeaux. La surdité neurosensorielle et les troubles sensitifs localisés au niveau du tronc sont plus rares. 
Le handicap est souvent sévère liée à l’importance de l’ataxie. Plus rarement, chez 10 % des patients, cette neuropathie présente une évolution modérée et très lente. Ces patients peuvent rester valides et avoir une vie normale pendant des années sans aucun traitement anti-tumoral ou immunosuppressif. 
La neuronopathie sensitive paranéoplasique n'est pas toujours un syndrome isolé et l'examen neurologique peut montrer l’atteinte des nerfs moteurs, du système nerveux périphérique autonome, ou du système nerveux central (encéphalomyélite). La dysautonomie peut se manifester par une pseudo-obstruction digestive, des troubles du rythme cardiaque et/ou tensionnels. 
Les études électrophysiologiques montrent une atteinte marquée, mais non exclusive, des fibres sensitives, avec des potentiels sensitifs diminués ou absents. Le LCR peut montrer une pléiocytose lymphocytaire modérée. Lorsqu’une biopsie nerveuse (nerf sural externe) est pratiquée, celle-ci montre une perte des fibres nerveuses avec de possibles infiltrats inflammatoires périvasculaires sans nécrose. 
La tumeur associée la plus commune est le carcinome du poumon à petites cellules.

#### Anticorps associés
La plupart des patients présentent des anticorps anti-Hu. On retrouve moins fréquemment des anticorps anti-CV2 (CRMP5) ou anti-amphiphysine.

#### Traitement
Comme pour d'autres SNP associés à des atteintes neuronales, la neuropathie sensitive s'améliore rarement avec le traitement. La meilleure chance de stabiliser le syndrome est d'induire une réponse complète contre la tumeur. L'immunothérapie est rarement efficace mais un essai par immunoglobulines intraveineuses, stéroïdes ou plasmaphérèse est indiqué car quelques patients ont été améliorés ainsi par ces traitements.

### Ataxie cérébelleuse subaiguë

#### Données cliniques
L’ataxie cérébelleuse paranéoplasique (ou anglais PCD pour Paraneoplastic Cerebellar Degeneration) se caractérise par le développement rapide d’un syndrome cérébelleux. Les études anatomopathologiques montrent une diminution importante et sélective des cellules de Purkinje avec une conservation relative des autres neurones du cervelet. Les réactions inflammatoires sont rares, localisées dans les noyaux cérébelleux profonds et le tronc cérébral.
Le patient développe de façon subaiguë un syndrome cérébelleux bilatéral statique et cinétique. Dans 40 % des cas, l’ataxie est initialement asymétrique. Après quelques mois, les symptômes se stabilisent et sont à l’origine d’un handicap sévère. La majorité des patients présente une diplopie, un nystagmus horizontal, rotatoire ou battant vers le bas et une dysarthrie. Les principaux cancers associés à l’ataxie cérébelleuse paranéoplasique sont : les tumeurs gynécologiques (cancer du sein et de l’ovaire), le cancer du poumon, notamment le carcinome du poumon à petites cellules (CPPC) et la maladie de Hodgkin.

#### Imagerie
Le scanner cérébral et l’IRM (Imagerie par résonance magnétique) encéphalique sont normaux au début. Ils peuvent montrer au cours des derniers stades de la maladie une atrophie cérébelleuse. 
Anticorps associés.

#### Anticorps
Les anticorps anti-Yo sont présents chez une majorité de femmes souffrant de PCD. Ils sont classiquement associés au cancer de l'ovaire, du sein, ou d’autres néoplasies gynécologiques. Dans deux tiers des cas, les symptômes neurologiques se développent avant le diagnostic de la tumeur. 
Les anticorps anti-Hu sont retrouvés chez 23 % des patients présentant un PCD et un cancer du poumon. Chez ces patients avec anticorps anti-Hu, les manifestations neurologiques peuvent impliquer d'autres régions du système nerveux (encéphalomyélite paranéoplasique).
Les anticorps anti-Tr sont classiquement associés à une maladie de Hodgkin. 
Les anticorps anti-canaux calciques voltage dépendant (anti-VGCC) sont présents chez près de 40 % de patients présentant un PCD et un cancer du poumon (habituellement un CPPC). Environ la moitié de ces patients présente un syndrome myasthénique de Lambert-Eaton (LEMS).
D’autres anticorps, tels que les anti-CV2, les anti-Zic4 ou anti-Ma sont également observés chez les patients souffrant d’un PCD. Un cancer du poumon doit alors être recherché.

#### Traitements
La sensibilité au traitement des PCD est variable et fonction du type d’anticorps associé. Lorsqu’un anti-Yo ou anti-Hu est présent, l’amélioration est plus rare qu’en présence d’un anti-Tr ou anti-Ma2. La meilleure chance de stabiliser le syndrome cérébelleux est de mettre le cancer en rémission complète. L'immunothérapie est rarement efficace mais un essai avec des immunoglobulines intraveineuses, des stéroïdes ou une plasmaphérèse est indiqué et peut permettre d’améliorer certains patients.

### Encéphalites limbiques

#### Données cliniques
L'encéphalite limbique se manifeste par la survenue aiguë ou subaigue de troubles mnésiques affectant préférentiellement la mémoire antérograde, d’un syndrome confusionnel et/ou de crises d’épilepsie. Le début est parfois début plus insidieux se manifestant par des signes d’allure psychiatriques avec anxiété, dépression, hallucinations. Des signes d’atteinte dysautonomique se manifestant par une fièvre, une hypersialorhée voire une hypoventilation conduisant à une hospitalisation en réanimation peuvent être observés dans certains types d’encéphalites limbiques. L’IRM cérébrale montre chez 70 à 80 % des patients des hypersignaux sur les séquences T2 et Flair au niveau des structures limbiques comme la face interne des lobes temporaux. L’hypersignal est le plus souvent asymétrique, voire unilatéral. Les prises de contraste sont rares. La ponction lombaire ramène un liquide inflammatoire avec pleïocytose modérée, hyperprotéinorachie et la présence de bandes oligoclonales.

#### Anticorps associés
Les anticorps classiquement observés dans les encéphalites limbiques sont les anti-Hu, les anti-Ma2, les anti-CV2. Récemment, la présence d’anticorps dirigés contre des antigènes membranaires ont été mis en évidence, tels que les anticorps anti-canaux potassiques voltage-dépendants (anti-VGKC) et les anticorps anti-récepteurs N-méthyl-D-aspartate (NMDA). 
Les anticorps anti-Hu sont présents chez la moitié des patients souffrant d’encéphalite limbique paranéoplasique. Ils sont souvent associés à un cancer pulmonaire à petites cellules. Les patients avec un anticorps anti-Hu positif présentent le plus souvent d’autres signes neurologiques (encéphalomyélite multifocale). 
Les anticorps anti-Ma2 (en) sont le plus souvent observés chez des hommes. Les signes d’atteinte limbique sont associés à une atteinte hypothalamique avec hypersomnie et atteinte des mouvements oculaires (paralysie de verticalité du regard). Les anticorps anti-Ma2 sont souvent associés à une tumeur germinale testiculaire. 
Les patients qui présentent un anticorps anti-CV2 (CRMP5) présentent le plus souvent une encéphalite limbique associée à une neuropathie périphérique, une ataxie cérébelleuse, parfois des mouvements choréiques et des troubles visuels (uvéite, névrite optique). Ils sont associés au cancer pulmonaire à petites cellules et au thymome. Le pronostic des cancers pulmonaires à petites cellules semble meilleur chez les patients qui présentent un anticorps anti-CV2 que chez ceux porteurs d’un anticorps anti-Hu. 
Les anticorps anti-canaux potassiques voltage-dépendants (anti-VGKC) sont rarement paranéoplasiques, bien que des associations avec des cancers pulmonaires et des thymomes étaient été rapportés. 
Les anticorps anti-NMDA récepteurs (N-méthyl-D-aspartate) sont d’individualisation plus récente et sont associés à un tableau clinique particulier. Dans ce cas, les symptômes cliniques débutent souvent par une phase prodromale avec hyperthermie et céphalée puis les patients développent des troubles mnésiques parfois frustes. Le tableau clinique va alors être dominé par un tableau d’allure psychiatrique aigu pouvant être à l’origine d’une hospitalisation en milieu spécialisé. Par la suite, les patients développent des crises épileptiques et souvent des signes dysautonomiques avec fluctuation de la pression artérielle et du rythme cardiaque ainsi que des mouvements anormaux de types dyskinésies, dystonies ou myoclonies orofaciales. Chez ces patients, l’IRM peut être normale ou montrer des hypersignaux aspécifiques en dehors des zones limbiques. Dans 65 % des cas, un tératome de type ovarien est découvert.

#### Traitement
Le traitement rapide de la tumeur est la meilleure thérapeutique à proposer afin de stabiliser voire améliorer des signes neurologiques. La mise en place d’un traitement immunomodulateur (immunoglobulines intraveineuses, stéroïdes, plasmaphérèse) peuvent être proposés. Après stabilisation du cancer, des immunosupresseurs peuvent également être indiqués.

### Syndrome myasthénique de Lambert-Eaton

#### Particularités cliniques
Le syndrome myasthéniforme de Lambert-Eaton (SMLE) est un désordre auto-immun de la jonction neuromusculaire. La maladie est caractérisée par une faiblesse musculaire et une dysautonomie. Chez plus de 90 % des patients, le déficit musculaire commence par les membres inférieurs avant de s'étendre à d'autres muscles squelettiques dans un ordre caudo-crânien. Un ptôsis et une ophtalmoplégie peuvent survenir, mais tendent à être plus modérés que dans la myasthénie classique auto-immune. Rarement, l’atteinte des muscles respiratoires nécessite une respiration mécanique. La plupart des patients présentent des signes dysautonomiques tels qu’une sécheresse buccale, oculaire, une impuissance, une constipation, une diminution de la transpiration et une hypotension orthostatique. Les troubles dysautonomiques sont plus modérés que ceux observés avec les anticorps anti-Hu. Dans la moitié des cas de SMLE, un cancer du poumon à petites cellules (CPPC) sera trouvé, le plus souvent dans les 2 ans suivant le diagnostic de SMLE.
Dans de cas rares, les patients atteints d’un SMLE et d’un CPPC développent une dégénérescence cérébelleuse paranéoplasique. Chez quelques patients, la dégénérescence cérébelleuse est associée à des anticorps anti-VGCC, mais sans signes cliniques ou symptômes de faiblesse musculaire myasthénique.
Le diagnostic est basé sur une histoire clinique typique avec en plus au moins un des points suivants :
1. En électroneuromyographie, le bloc présynaptique se caractérise par une réduction de l’amplitude des potentiels d’action moteurs, qui s’améliore après une contraction volontaire ou des stimulations répétitives à fréquence élevée.
2. Détection d'anticorps anti-VGCC de type P/Q dans le sérum.

#### Anticorps associés
Les anticorps anti-VGCC (anti-canaux calciques) de type P/Q sont présents dans le sérum chez 85 % des patients. Ces anticorps sont trouvés dans les syndromes myasthéniques de Lambert-Eaton associée deux formes de SMLE avec ou sans cancer pulmonaire.
Les anticorps anti-VGCC de type N sont également trouvés dans le sérum. Leur contribution à la faiblesse musculaire ou au dysfonctionnement autonomique n'est pas complètement comprise, mais est probablement faible. Ils ne sont pas utilisés pour le diagnostic.

#### Traitement
Contrairement à la plupart des syndromes paranéoplasiques du système nerveux central, le SMLE répond très bien au traitement, qui consiste en un traitement par 3,4-diaminopyridine (3,4-DAP), pouvant être associée à de la prostigmine. Les SMLE sévères peuvent nécessiter un traitement immunomudulateur par échanges plasmatiques et immunoglobulines intraveineuses ou des immunosuppresseurs comme les corticoïdes et l'azathioprine. Dans les cas graves, les échanges plasmatiques ou les immunoglobulines intraveineuses peuvent être utilisées. Le traitement de la tumeur, dans les cas de cancer pulmonaire aboutit souvent à une rémission de la faiblesse musculaire et de la dysautonomie. La présence d’un SMLE paranéoplasique chez les patients atteints de CPPC est associée à une survie plus longue comparée aux patients sans SMLE.

### Opsoclonus Myoclonus

#### Particularités cliniques
L'opsoclonus est caractérisé par des mouvements oculaires conjugués, involontaires, arythmiques, multidirectionnels. La pathogenèse de ce syndrome n’est pas clairement définie. Des études neuropathologiques ont montré une inflammation périvasculaire faible au niveau du tronc cérébral et une perte minime de cellules de Purkinje dans le cervelet. 
L'opsoclonus peut survenir dans les cas d’encéphalopathies virales, toxiques ou métaboliques. Chez les patients cancéreux, l'opsoclonus peut résulter d’une tumeur cérébrale ou être la manifestation d'un désordre paranéoplasique. L'opsoclonus paranéoplasique est observé lors de trois tableaux cliniques, 1) les enfants souffrant d’un neuroblastome, 2) des femmes adultes porteurs d’anticorps anti-Ri, dont la tumeur sous-jacente est généralement un cancer du sein, et 3) des patients adultes sans anticorps onconeuraux dont la tumeur est presque toujours un cancer du poumon à petites cellule (CPPC).
Il existe des cas individuels d’opsoclonus associés à d'autres tumeurs tels que le carcinome de l'utérus, des trompes de Fallope, du sein, de la vessie, de la thyroïde, du thymus, le chondrosarcome et la lymphogranulomatose maligne.
L'opsoclonus est habituellement associé à un myoclonus des membres et du tronc, et parfois à une encéphalopathie. L'ataxie prédomine au niveau du tronc et peut provoquer une difficulté sévère de la marche et des chutes fréquentes. D'autres symptômes, suggérant une participation plus diffuse du tronc cérébral, peuvent se manifester par une nausée, un vertige, une dysarthrie, une dysphagie, une diplopie et une surdité. Le liquide cérébrospinal (LCS) peut être inflammatoire et présenter des bandes oligoclonales. L’IRM encéphalique est habituellement normale. L'électroencéphalogramme (EEG) peut être normal ou montrer une activité lente généralisée sans décharges épileptiques. La maladie a un début subaigu avec une fluctuation fréquente des symptômes, dont certains peuvent se résoudre spontanément.

#### Anticorps associés
Les anticorps anti-Ri sont fréquemment retrouvés chez les patients souffrant d’un cancer du sein. Tous les patients porteurs d'anticorps anti-Ri ne présentent pas un opsoclonus mais la majorité développe des symptômes d’implication du tronc cérébral, comme une paralysie supranucléaire du regard, un syndrome parkinsonien, une rigidité, des vertiges, une dysarthrie et une dysphagie.
D’autres anticorps comme les anti-Hu sont observés et alors associés à  un cancer pulmonaire ou un neuroblastome.

#### Traitement
Le syndrome d'opsomyoclonus semble s'améliorer avec l'immunothérapie. L'absence d'études contrôlées et l’évolution spontanée de certains patients empêche toutefois de tirer des conclusions formelles. Comme pour d'autres SNP, le traitement de la tumeur est crucial pour améliorer la réponse du syndrome.

### Neuroencéphalomyélite

#### Données cliniques
Le terme d’encéphalomyélite paranéoplasique (PEM) correspond à une atteinte multifocale du système nerveux. Les structures les plus fréquemment touchées sont l'hippocampe, le tronc cérébral, la moelle épinière et le ganglion rachidien postérieur. Les études anatomopathologiques montrent au niveau de ces régions une perte neuronale, une prolifération microgliale et des infiltrats inflammatoires périvasculaires. 
Le tableau clinique reflète le plus souvent l’atteinte multifocale et peut se manifester par une encéphalite limbique, une atteinte du tronc cérébral (rhombencéphalite), une atteinte dysautonomique, une myélite et une neuronopathie sensitive aiguë. 
Chez 75 % des patients atteints de PEM, le néoplasme sous-jacent est un cancer du poumon à petites cellules (CPPC). La neuronopathie sensitive est le symptôme clinique le plus commun et dans 20 % des cas, le seul signe clinique évident de maladie. Le deuxième symptôme clinique qui peut rester isolé au cours de l'évolution clinique est l'encéphalite limbique. Les autres manifestations habituelles de PEM sont la rhombencéphalite, le syndrome cérébelleux, un déficit moteur et une atteinte dysautonomique.
L’atteinte du tronc cérébral reflète l’implication importante du plancher du quatrième ventricule et des olives bulbaires et se manifeste par un vertige, un nystagmus, une oscillopsie, une ataxie, une diplopie, une dysarthrie et une dysphagie. Le système nerveux autonome est touché chez 30 % des patients. Les symptômes les plus courants sont l'hypotension orthostatique, la rétention urinaire, les anomalies pupillaires, l'impuissance et la sécheresse buccale. Quelques patients développent une pseudo occlusion intestinale chronique causée par l’atteinte des neurones du plexus mésentérique.

#### Anticorps associés
La plupart des patients atteints de PEM présente des anticorps anti-Hu. Les anticorps anti-CV2 (CRMP5) et anti-amphiphysine sont moins fréquemment associés à la PEM.

#### Traitement
La meilleure chance de stabiliser les symptômes est d'induire une réponse complète de la tumeur. L'immunothérapie est rarement efficace mais un essai avec des immunoglobulines intraveineuses, des stéroïdes ou la plasmaphérèse peut être proposé car cela a permis d’améliorer quelques patients.

### Rétinopathie associée au cancer

#### Particularités cliniques
Les rétinopathies paranéoplasiques incluent deux syndromes bien caractérisés :
- La rétinopathie paranéoplasique (CAR : cancer associated retinopathy) est presque toujours associée au CPPC. Les symptômes sont habituellement bilatéraux et reflètent un dysfonctionnement des cônes et des bâtonnets. Les patients souffrent de photosensibilité, d’une diminution de l'acuité visuelle, d’une perte de la perception des couleurs, de la présence d’un scotome périphérique et d’une nyctalopie. Le fond d’œil montre une diminution du diamètre des artérioles et l'électrorétinogramme révèle des réponses pathologiques.
- La rétinopathie associée au mélanome (MAR : melanoma associated retinopathy) se déclare habituellement après le diagnostic de mélanome, souvent à l'étape de métastases. Les patients ont habituellement une acuité visuelle et une vision des couleurs presque normales mais  des troubles visuels tels qu’une photopsie, l’apparition de taches brillantes, une cécité nocturne et une perte modérée du champ visuel périphérique. Ces symptômes s’expliquent par le dysfonctionnement des cellules en bâtonnets tandis que les cônes ne sont pas atteints. L’électrorétinogramme met en évidence une onde B après adaptation à l’obscurité manifestement réduite ou absente, avec une onde A légèrement atténuée.

#### Anticorps associés
La plupart des patients présentent des anticorps anti-recoverine. Les autres anticorps détectés dans ce syndrome sont les anti-énolases, les anticorps anti-TULIP-1 (tubby-like protein 1) et les anticorps contre le récepteur nucléaire spécifique des cellules photoréceptrices. Les patients atteints de rétinopathie associée au mélanome sont habituellement porteurs d’anticorps anti-cellules bipolaires.

#### Traitement
Comme les autres SNP associés aux lésions neuronales, la rétinopathie paranéoplasique s'améliore rarement. La meilleure chance de stabiliser le syndrome est d'induire une réponse complète contre la tumeur. L'immunothérapie est rarement efficace mais les stéroïdes ou les immunoglobulines intraveineuses ont partiellement amélioré les symptômes visuels chez quelques patients.

### Dermatomyosite

#### Particularités cliniques
La dermatomyosite est une myopathie inflammatoire avec manifestations cutanées caractéristiques. Les signes cutanés se manifestent par un érythème lilacé au niveau des régions découvertes (érythème en lunettes périorbitaire), un érythème en bande sur le dos des mains avec télangiectasie périunguéale, des plaques érythémateuses ou violacées au niveau des articulations (papules de Gottron) et une éruption poikilodermique photosensible. La myopathie touche principalement les muscles proximaux, de manière symétrique et lentement progressive (sur une période de quelques semaines à quelques mois). Le diagnostic est posé sur les aspects dermatologiques, le déficit moteur (aspect clinique et électrophysiologique), une élévation du taux de créatine kinase sérique et la biopsie musculaire.
La dermatomyosite chez les adultes de plus de 40 ans est souvent associée à une tumeur maligne ovarienne, pulmonaire, pancréatique, gastrique, colorectales ou lymphome non-Hodgkinien. Pour la plupart des patients, la tumeur est diagnostiquée au moment de l’apparition des symptômes myopathiques. Chez les patients avec dermatomyosite, le risque de cancer est plus élevé chez la femme que chez l’homme. En dehors du facteur âge, il n’existe aucun marqueur clinique ou biologique prédisant la présence d'une tumeur et un suivi clinique strict est indiqué.

#### Anticorps associés
Les anticorps antinucléaires sont généralement positifs. Beaucoup d'anticorps associés à une myosite ont été décrits dans la dermatomyosite, mais aucun n'est associé à une tumeur particulière.

#### Traitement
Le traitement des patients atteints de cancer et de dermatomyosite doit être dirigé prioritairement contre la tumeur. Les traitements immunosuppresseurs sont aussi très importants et incluent des corticostéroïdes, de l’azathioprine et les IgG intraveineuses.

### Encéphalite du tronc cérébral ou rhombencéphalite

#### Données cliniques
Les symptômes cliniques de la rhombencéphalite reflètent la participation prédominante du plancher du quatrième ventricule et des olives bulbaires. Ils incluent vertige, nystagmus, oscillopie, ataxie, diplopie, dysarthrie et dysphagie. Quelques patients développent une insuffisance respiratoire qui requiert une ventilation assistée. L’étude du LCR peut montrer une pléiocytose et une augmentation de la protéinorachie  L’IRM encéphalique est classiquement normale. La rhombencéphalite peut être associée à différentes tumeurs et est caractérisée par une perte neuronale avec infiltrats inflammatoires périvasculaires et intraparenchymateux.
Chez les patients atteints de cancer du poumon à petites cellules (CPPC), d’autres régions du système nerveux sont également touchées réalisant le tableau d’encéphalomyélite.
L’encéphalite du tronc cérébral peut être associée au cancer du sein ou gynécologique. Le tableau clinique comprend un opsoclonus dans 75 % des cas, un nystagmus, une altération du champ visuel, un blépharospasme ou des réflexes vestibulo-oculaires anormaux. L'ataxie peut entraîner des troubles de la marche sévères avec chutes. L’atteinte des membres est habituellement modérée et la plupart des patients conservent la capacité d'écrire et de s'alimenter. D'autres symptômes suggérant une participation du tronc cérébral peuvent également être présents comme la présence de nausées, vertige, dysarthrie, dysphagie, diplopie et syndrome parkinsonien atypique. L’IRM encéphalique est dans la majorité des cas normale.
La rhombencéphalite peut également être associée au cancer du testicule. Les patients développent habituellement en plus des symptômes d’atteinte du tronc cérébral, une encéphalite limbique et/ou des symptômes diencéphaliques. 
Les patients présentent souvent une parésie verticale du regard, une dysarthrie, une dysphagie, une parésie faciale et un syndrome parkinsonien atypique. L’IRM encéphalique montre classiquement des hypersignaux sur les séquences T2 localisés dans le tronc cérébral supérieur, l'hypothalamus, le thalamus et l'hippocampe. Les lésions prennent rarement le contraste.

#### Anticorps associés
La majorité des patients présentant une rhombencéphalite et un CPPC ont des anticorps anti-Hu. Les anticorps anti-CV2 (CRMP5) et anti-amphiphysine sont plus rares. Les anticorps Anti-Ri sont habituellement présents chez des patients souffrant d’un cancer du sein. Enfin, on retrouve des anticorps anti-Ma2 (Ta) chez les patients atteints d'une atteinte du tronc cérébral et d’un cancer des testicules.

#### Traitement
Le meilleur traitement consiste à induire une réponse complète contre la tumeur. L'immunothérapie est rarement efficace, mais un essai par immunoglobulines intraveineuses, stéroïdes ou plasmaphérèse peut être proposé. Les patients avec anticorps anti-Ma2 et cancer testiculaire ont une meilleure évolution que les autres patients.

### Myélopathie nécrosante paranéoplasique

#### Particularités cliniques
Il s’agit d’un syndrome paranéoplasique rare. Afin de porter ce diagnostic, les autres causes des compressions médullaires d'évolution subaiguë doivent être exclues, à savoir les carcinomatoses méningées, les polyradiculopathies, les métastases intramédullaires et les complications d’un traitement antérieur par radiation focale (myélopathie de radiation) ou chimiothérapie intrathécale. Ce syndrome a été décrit dans les cas de tumeurs solides et d’atteintes hématologiques, mais peut être observé chez des patients non cancéreux.
Les manifestations cliniques sont celles d'une lésion de la moelle épinière (paraparésie ou paraplégie) qui développent plus ou moins rapidement. La plupart des études ne regroupent un seul ou un petit nombre de cas. Le diagnostic est obtenu par l’IRM médullaire qui met en évidence la nécrose et au stade aigu, un œdème.
Deux modèles neuropathologiques ont été décrits :
1. une nécrose massive de la moelle thoracique se présentant comme une lésion transversale, et
2. une nécrose multifocale inégale dispersée dans les segments de la moelle épinière, affectant principalement la substance blanche.

#### Anticorps associés
Il n'y a actuellement aucune association avec des anticorps onconeuraux.

### Syndrome de l'homme raide

#### Particularités cliniques
Le Syndrome de l’Homme Raide (SHR) est rarement d’origine paranéoplasique. Ce syndrome touche les deux sexes de façon égale et débute de façon insidieuse, habituellement à l’âge 40-50 ans. Il se caractérise avec une cocontraction de muscles agonistes et antagonistes et se manifeste par une rigidité généralisée plus marquée au niveau des muscles axiaux et des spasmes douloureux accentués par les stimuli sensitifs. La maladie peut être à l’origine d’une déformation symétrique de la colonne vertébrale. L'électromyogramme révèle une activité musculaire continue dans les muscles agonistes et antagonistes. 
La physiopathologie de ce syndrome est considérée comme un déséquilibre entre les voies catécholaminergiques excitatrices et GABAergiques inhibitrices de la moelle épinière et du système nerveux central. La détection d’anticorps anti-GAD (anti-acide glutamique décarboxylase) dans le sérum de 60-70 % des patients suggère un mécanisme auto-immun; ceci est également confirmé par la détection de bandes oligoclonales et la synthèse d'IgG intrathécales.
Les causes paranéoplasiques sont rares et décrites chez des femmes souffrant d’un cancer du sein et avec anticorps anti-amphiphysine. Dans ce cas, le début de la rigidité au niveau des membres supérieurs est suggestif d'une étiologie paranéoplasique. Le syndrome de l’homme raide a aussi été décrit comme associé à une néoplasie du côlon ou du poumon, à une lymphogranulomatose maligne ou à un thymome.

#### Anticorps associés
Les anticorps anti-GAD sont présents chez 60 % de patients et ciblent les axones des cellules de Purkinje et des terminaisons nerveuses diffuses dans les couches moléculaire et granulaire du cervelet. D’autres anticorps sont parfois retrouvés chez ces patients : anticorps dirigés contre les cellules des ilôts pancréatiques, les cellules de la paroi gastrique, les microsomes thyroïdiens et la thyroglobuline. La relation entre la présence de ces auto-anticorps et la pathogenèse de la maladie reste à déterminer. Il faut souligner que les anticorps anti-GAD sont aussi retrouvés chez des patients diabétiques insulino-dépendants, mais à un taux beaucoup moins élevé que dans les cas de syndrome de l’homme raide.
Les anticorps anti-amphiphysine ciblent une protéine neuronale de 128 kDa présente dans les terminaisons nerveuses. Dans de rares cas, des anticorps anti-GAD seuls ou associé à des anticorps anti-amphiphysine sont observés chez des patients souffrant d’un syndrome de l’homme raide d’origine paranéoplasiques.

#### Traitement
Les benzodiazépines sont une thérapie efficace pour le syndrome de l’homme raide, probablement grâce leur action au niveau des récepteurs GABA. Un mode d'action semblable a été proposé pour le baclofène, administré par voie orale ou intrathécale. Le valproate de sodium et le vigabatrin sont efficaces chez quelques patients ; leur mécanisme d'action peut potentialiser la transmission synaptique GABAergique. 
Les agents immunosuppresseurs tels que les stéroïdes, l’azathioprine ; la plasmaphérèse et les immunoglobulines en intraveineuse sont également efficaces.

### Affection du neurone moteur

#### Particularités cliniques
Plusieurs rapports mentionnent des maladies du motoneurone (MMN), comme la sclérose latérale amyotrophique, la sclérose latérale primitive ou l'atrophie musculaire progressive comme pouvant se développer en même temps qu’un cancer. Cependant, le caractère paranéoplasique de ces affections reste controversé.
Participation du neurone moteur et syndrome anti-Hu:
Certains auteurs reconnaissent que les maladies du motoneurones peuvent être associée à une encéphalomyélite paranéoplasique (PEM). Près de 20 % des patients atteints de PEM présentent des signes d’atteinte motrice. Dans quelques cas, ces signes représentent la manifestation initiale du syndrome. Ces patients, qui présentent habituellement des anticorps anti-Hu, développent invariablement d'autres signes neurologiques et ne diffèrent pas des patients atteints de PEM sans signes d'affection des motoneurones, tant en termes de tumeur associée (généralement un CPPC), d'évolution de la maladie ou de pronostic.
Sclérose latérale amyotrophique (SLA)
Il s’agit d’une maladie dégénérative affectant les motoneurones exceptionnellement observée chez des patients cancéreux. Exceptionnellement, une rémission ou au moins une amélioration significative du syndrome neurologique a été associée au traitement du cancer, mais les données disponibles ne permettent pas de tirer une conclusion sur une relation SLA/cancer. Les patients cancéreux atteints d’une SLA ne diffèrent pas des autres patients présentant une SLA ; ils ne présentent pas d'anticorps anti-neuronaux et ont une survie comparable aux autres patients. Généralement, le traitement du cancer n'améliore pas l’état neurologique. Jusqu'à présent, l'Association Neurologique Mondiale ne reconnaît pas l'existence de SLA paranéoplasique (El Escorial des Critères pour ALS, 1998).
Sclérose latérale primitive (SLP)
La sclérose latérale primitive est une maladie rare qui affecte uniquement les neurones moteurs supérieurs. Cette pathologie a été observée chez les femmes souffrant d’un cancer du sein. L’évolution de la maladie chez les patients cancéreux peut être progressive et évoluer vers une SLA. L’association à un cancer ne modifie pas la progression de la SLP. Bien que la SLP ne soit pas encore reconnu comme “un syndrome paranéoplasique classique”, il est recommandé qu’une mammographie soit réalisée chez les femmes souffrant de sclérose latérale primitive.
Atrophie musculaire progressive (AMP)
Ce syndrome a été décrit chez des patients présentant un lymphome Hodgkinien ou non-Hodgkinien. Le trouble est caractérisé par une faiblesse progressive, indolore et souvent asymétrique du neurone moteur inférieur, parfois accompagnée par des symptômes sensitifs mineurs. L'évolution de la maladie neurologique est indépendante de l'évolution du cancer. Quelques patients peuvent avoir une amélioration spontanée avec normalisation de leur examen neurologique. La relation entre le développement de l’APM et le lymphome est toujours discuté. À l'heure actuelle, comme pour le SLA, l'Association Mondiale de Neurologie ne reconnaît pas l'existence de l’AMP paranéoplasique.
Affections du neurone moteur et désordres lymphoprolifératifs
Les patients atteints d’une maladie lymphoproliférative (macroglobulinémie de Waldestrom, myélome multiple, leucémie lymphoïde chronique, lymphome) peuvent développer une affection du neurone moteur. Aucune étude de cas témoins n’a été réalisée pour établir la fréquence de cette association, mais quelques auteurs suggèrent que les désordres lymphoprolifératifs apparaissent beaucoup plus fréquemment chez les patients atteints d’affections du motoneurone que chez la population générale. Il pourrait cependant s’agir d’une coïncidence.

### Myopathie nécrosante aiguë

#### Particularités cliniques
Un tableau de myopathie nécrosante aiguë a été décrite chez quelques patients porteurs d’un cancer du poumon, de la vessie, du sein ou des voies digestives. Le tableau clinique se manifeste par la survenue rapide en 1 à 3 mois d’un déficit moteur symétrique proximal menant à une perte fonctionnelle sévère. Le taux de CPK est particulièrement élevé et les études électrophysiologiques montrent des atteintes myopathiques. La biopsie musculaire montre une nécrose inégale et un marquage des phosphatases du perimysium avec peu d’inflammation. On ignore si ce syndrome représente une forme sévère de polymyosite. Chez un patient présentant une myopathie nécrosante et un cancer de la vessie, la biopsie de muscle a montré des capillaires à paroi épaissie avec des dépôts de complexes d’attaque de membranes (CAM) suggérant une microangiopathie d’origine immune différente de celle observé chez des patients atteints de dermatomyosite.

#### Anticorps associés
Aucun anticorps n'est associé à la myopathie nécrosante, sauf dans un cas associant une myosite, un cancer du côlon et des anticorps contre une protéine du muscle.

#### Traitement
Quelques patients s'améliorent après un traitement efficace de la tumeur. L'immunosuppression, y compris les corticostéroïdes, peut être essayée.

## Traitement des syndromes neurologiques paranéoplasiques
Il repose en tout premier lieu sur le dépistage et le traitement du cancer responsable de ce syndrome. Ce traitement est urgent car il conditionne le pronostic neurologique.

## Centre français de référence des syndromes neurologiques paranéoplasiques

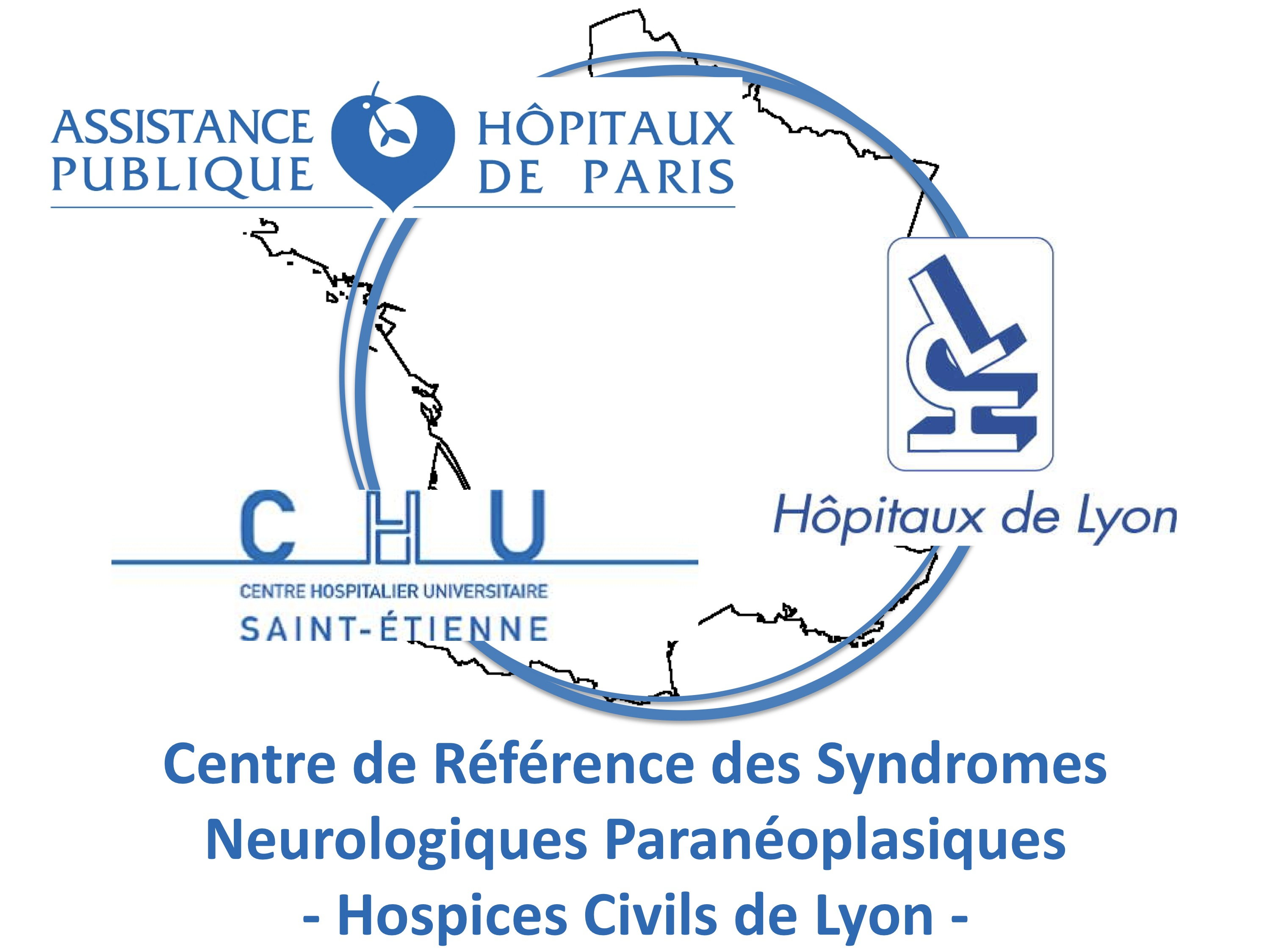

Labellisé par l'HAS en mai 2007, le centre de référence de diagnostic et de traitement des syndromes neurologiques paranéoplasiques regroupe les antennes de Paris (Hôpital de la Pitié Salpétrière, Pr JY Delattre), Saint-Étienne (Pr JC Antoine) et Lyon (Pr J Honnorat). La coordination est assurée par le centre de Lyon qui collige l'ensemble des cas français de syndromes neurologiques paranéoplasiques et les reporte dans la base de données européenne (Euronetwork).